# Maria Friedemann
Maria Friedemann  (geborene Fritzle; * 22. Mai 1912 in Stuttgart; † 31. Mai 1999 ebenda) war eine deutsche Juristin und  Politikerin (CDU). Sie war Mitglied im Landtag von Württemberg-Baden von 1946 bis 1949.

## Leben
Maria Friedemann wurde als älteste von sieben Geschwistern geboren. Ihr Vater Wilhelm Fritzle war Rechtsanwalt und Notar. Sie besuchte das Königin-Katharina-Stift in Stuttgart, wo sie 1931 ihr Abitur ablegte. Sie studierte Rechtswissenschaften in Tübingen und München. 1931 wurde sie Mitglied in der katholischen Studentinnenverbindung Hohenberg, die 1937 verboten wurde. 1933 unterbrach sie ihr Studium und arbeitete als Sekretärin im väterlichen Anwaltsbüro. 1941 nahm sie gegen den Willen ihrer Eltern ihr Studium in Tübingen wieder auf und legte 1942 ihre Erste Juristische Staatsprüfung ab. 1943 promovierte sie mit einer Arbeit über Schadensansprüche des Hilfeleistungspflichtigen. 1945 legte sie ihr Juristisches Staatsexamen ab und arbeitete zunächst im Kriegsschädenamt und im Personalamt der Stadt Stuttgart, ab Oktober 1945 als Amtsgerichtsrätin im Justizministerium in Stuttgart.  
1947 heiratete sie Bruno Friedemann, mit dem sie drei Kinder hatte. Ihr Mann starb 1978.  
Von 1947 bis 1965 arbeitete sie als Rechtsanwältin und im Unternehmen ihres Mannes mit.  

## Politische Tätigkeit
1945 trat Maria Friedemann der CDU bei und war 1946 Mitglied der Verfassunggebenden Versammlung von Württemberg-Baden. 1946 wurde sie Mitglied im Landtag von Württemberg-Baden, musste aber aus gesundheitlichen Gründen 1949 das Mandat niederlegen. Im Landtag setzte sie sich intensiv mit Verfassungsfragen und Konfessionsfragen auseinander.
Sie war Vorsitzende der CDU-Frauengruppe Nordwürttemberg und bemühte sich in dieser Funktion, mehr Frauen für die Politik zu gewinnen. Innerhalb der Partei setzte sie sich 1956 dafür ein, dass mehr Frauen als Kandidatinnen zur Landtagswahl aufgestellt würden.

## Werke
- Maria Fritzle: Friede und Gerechtigkeit durch das Befreiungsgesetz? Schriftenreihe Neue Politik Stuttgart, Heft 4 (1946?)